# Delta concinnum
Delta concinnum är en stekelart som först beskrevs av Henri Saussure 1856.  Delta concinnum ingår i släktet Delta och familjen Eumenidae. Inga underarter finns listade i Catalogue of Life.